# هنري ويلبر بالمر
هنري ويلبر بالمر (بالإنجليزية: Henry Wilbur Palmer)‏ هو محامي وسياسي أمريكي، ولد في 10 يوليو 1839، وتوفي في 15 فبراير 1913. حزبياً، نشط في الحزب الجمهوري. وقد انتخب عضو مجلس النواب الأمريكي.